# Emperador Gong de Song

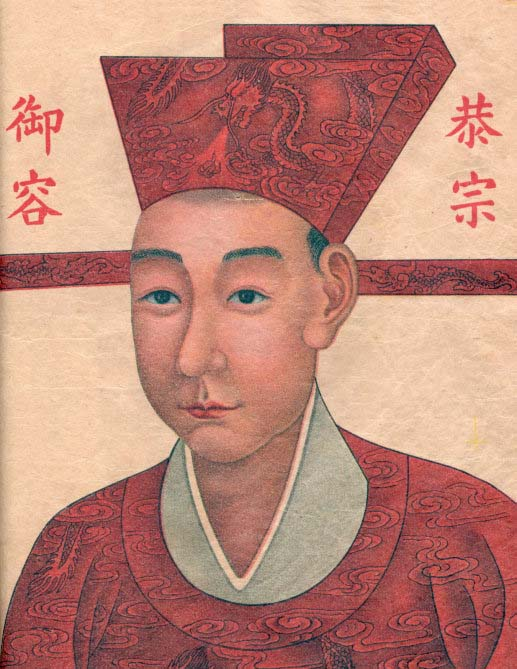
Retrato del emperador Gong, ilustración de una publicación honkonesa de 1937.

Emperador Gong de Song (2 de noviembre de 1271 – mayo de 1323), nombre personal Zhao Xian, fue el 16.º emperador de la dinastía Song en China y el séptimo emperador de la dinastía Song del sur. El sexto hijo de su predecesor, el Emperador Duzong, Zhao Xian subió al trono alrededor de los cuatro años, y reinó al menos dos, antes de ser forzado a abdicar en 1276. Entonces su quinto hermano, Zhao Shi, fue entronizado como Emperador Duanzong.
El Emperador Duzong murió en 1274 por sus excesos con el alcohol, especialmente por el vino. Su sexto hijo, Zhao Xian, de aproximadamente cuatro años, fue entonces quien subió al trono como el nuevo emperador con la asistencia del canciller Jia Sidao. Un año después, su tía abuela Zhao Xian (Magnífica Emperatriz Viuda Xie) y su madre (Emperatriz Viuda Quan) se convirtieron en regentes del emperador niño, aunque el poder político y militar continuó bajo el control de Jia Sidao.
Cuando Zhao Xian accedió al trono, el imperio mongol ya había invadido el norte y suroeste de China, cruzado el río Yangtsé y ocupado ubicaciones estratégicas claves como Xiangyang, antes de dirigirse hacia la capital Song en Lin'un (en la actualidad, Hangzhou). La Magnífica Emperatriz Viuda Xie ante la crítica situación, decidió jugar a dos bandas: por un lado, ordenó unirse al emperador y salvar el imperio Song. Por el otro, intentó hacer las paces con los invasores. El ejército mongol continuó con su avance por territorio Song, en donde fueron capturando y tomando el control de varias prefecturas a lo largo de los tramos centrales del río Yangtsé.
A principios de 1275, Jia Sidao dirigió un ejército de 30.000 hombres para enfrentarse a los mongoles en Wuhu. El ejército Song sufrió una derrota y poco después, presionada por la opinión pública, la Magnífica Emperatriz Viuda Xie ordenó la ejecución inmediata de Jia Sidao. Aun así, el movimiento llegó demasiado tarde y la caída de la dinastía Song se acercaba.
A mediados de 1275, el ejército mongol controlaba la mayor parte de la región de Jiangdong, el sur de la actual provincia de Jiangsu. El 18 de enero de 1276, el general mongol Bayan apareció con su ejército a las afueras de Lin'un. La corte imperial envió a Lu Xiufu a negociar la paz con el enemigo, pero Lu fue forzado a rendirse. Más tarde, la Magnífica Emperatriz Viuda Xie llevó a Zhao Xian, el emperador niño, hasta el campamento mongol para rendirse.
El resto de la corte huyó hacia el sur a las provincias de Fujian y Cantón, donde continuaron la resistencia. El quinto hermano de Zhao Xian, Zhao Shi, fue entronizado como el nuevo Emperador Duanzong. Zhao Shi murió de enfermedad en 1278 después de huir de los mongoles y fue sucedido por su séptimo hermano, Zhao Bing.
En 1279, después de la Batalla de Yamen, Lu Xiufu llevó a Zhao Bing a Yashan (en la actualidad, Yamen, Provincia de Cantón), donde  se suicidó lanzándose al mar con él. La muerte de Zhao Bing marcó el fin de la dinastía Song.

## Ennoblecimiento por la dinastía Yuan
Después de la caída de la dinastía Song, Zhao Xian fue llevado a la capital mongol Dadu (en la actualidad, Pekín) y más tarde a Shangdu. Algunas fuentes también reclaman y afirman que vivió en Qianzhou (謙州; en la actualidad, Tuvá en el sur de la Siberia central). Sus estancias lo convirtieron en uno de los emperadores chinos más viajeros de la historia dada la época.

### Viaje a la capital mongol
Tras su rendición, el general mongol Bayan instó a Zhao Xian y su séquito a viajar al norte para una audiencia ante el emperador mongol, Kublai Kan. Como resultado, en marzo de 1276, Zhao Xian dejó Lin'un (en la actualidad, Hangzhou) y se dirigió a Shangdu. La Magnífica Emperatriz Viuda Xie se quedó atrás debido a enfermedad y se unió a ellos meses más tarde, así que fue acompañado por la Emperatriz Viuda Quan, la Señora Long (隆國夫人; madre adoptiva del Emperador Duzong), Zhao Yurui (趙與芮; hermano menor del Emperador Lizong y abuelo de Zhao Xian), Zhao Naiyou (趙乃猷), y los miembros del consejo privado Gao Yinggong (高應松) y Xie Tang (謝堂). El séquito del emperador también incluyó a Weng Zhongde (翁仲德), Wang Yuanliang (汪元量), y otros funcionarios de palacio.
Después de cruzar el río Yangtsé, dos exgenerales, Li Tingzhi (李庭芝) y Miao Zaicheng (苗再成), planearon interceptar el convoy y liberarlos, pero fracasaron. El grupo llegó a Dadu en mayo, y luego se dirigieron a Shangdu, donde Kublai Khan les recibió en la Sala de la Gran Paz (大安殿). El Khan le confirió el título de "Duque de Ying" (瀛國公) a Zhao Xian y el título de princesa a la esposa mongol que le fue concedida, la Señora Borjigin. Kublai Khan ordenó que a Zhao Xian y la Señora Borjigin les fuera dada una residencia acorde con su estatus en Dadu y tratamiento preferente. En 1298, Zhao Xian obtuvo permiso para trasladar su residencia a Shangdu. Entre 1314 y 1320, el Emperador mongol Renzong recibió en su corte la visita del emperador coreano Goryeo Chungseon. Chungseon pidió visitar la residencia de Zhao Xian y compuso una canción sobre él.

### Traslado al Tíbet
Kublai Khan quería preservar algunos vestigios del clan imperial Song y en octubre de 1288 emitió un edicto que ordenaba a Zhao Xian reubicarse en el Tíbet. Allí, Zhao Xian estudió los Brahmana y los clásicos tibetanos. Otras fuentes reclaman que mientras estuvo en el Tíbet, Zhao Xian decidió estudiar el budismo. El motivo de este edicto por parte de Kublai Khan no está claro, así como si tal reubicación constituyó un destierro. El Khan puede haber actuado por genuina preocupación hacia el antiguo emperador o puede que deseara sacar al heredero al trono Song fuera de la propia China. En diciembre de 1288, Zhao Xian partió desde Amdo (En tibetano estándar: མདོ་སྨད; en tibetano: མདོ་སྨད, Wylie: mdo smad; chino: 朵思麻), en la actualidad Prefectura autónoma tibetana de Hainan, a Ü-Tsang (en tibetano: མདོ་སྨད: དབུས་གཙང, Wylie: dbus gtsang; chino: 烏思藏) dentro de las actuales fronteras del Tíbet. Pasó a residir en el Monasterio Sakya y le fue dado el nombre dharma "Chos kyi Rin chen" (en tibetano: ཆོས་ཀྱི་རིན་ཆེན་). Más tarde, Zhao Xian adoptó el liderazgo entre los monjes del monasterio, traduciendo textos budistas al chino y al tibetano bajo el nombre "Sman rce Lha btsun" (en tibetano: སྨན་རྩེ་ལྷ་བཙུན་; chino: 合尊 hézūn), el cual significa "realeza de Mangi" en tibetano.

## Muerte
Según los registros monásticos Sakya de sucesión, en abril de 1323, Zhao Xian, con 52 años, recibió un edicto imperial que le ordenaba suicidarse en Hexi (河西; en la actualidad Zhangye, Gansu). Muchos historiadores Ming creían que esto fue porque la poesía de Zhao Xian disgustaba al gobernante mongol, el Emperador Yingzong. Otros historiadores Ming creían que Yingzong temía un golpe de Estado dirigido por Zhao Xian.
El nombre de templo no oficial del emperador Gong es Gongzong (恭宗).
Hay un rumor de que el Emperador Huizong era de hecho hijo del emperador Gong.[cita requerida]

## Familiares
- Padres:
  - Zhao Qi (度宗 趙禥; 1240 – 1274)
  - Emperatriz Quan (皇后 全氏; 1241 – 1309)
- Consortes y concubinas:

1. Señora Borjigin (孛兒只斤氏)
2. Desconocida
  1. Zhao Wanpu (趙完普)